# Hellmobotn
Koordinaten: 67° 49′ N, 16° 31′ O
Hellmobotn (lulesamisch: Vuodnabahta) ist eine Ortschaft in der Kommune Hamarøy in der norwegischen Provinz Nordland.

## Geographie
Der Ort liegt am Hellmofjord, einem Teil des Tysfjords, welches sich in der Provinz (norwegisch: Fylke) Nordland befindet. Zwischen dem Fjord und der schwedischen Grenze liegen nur 6330 Meter Luftlinie. Damit gehört die Gegend um Hellmobotn gemeinsam mit zwei Tälern in der Finnmark nahe der russischen Grenze zu den schmalsten Stellen des norwegischen Festlandes.
Bis zur landesweiten Kommunalreform gehörte Hellmobotn zur Gemeinde Tysfjord, welche zum 1. Januar 2020 teilweise in die Kommune Hamarøy eingegliedert wurde.

## Geschichte

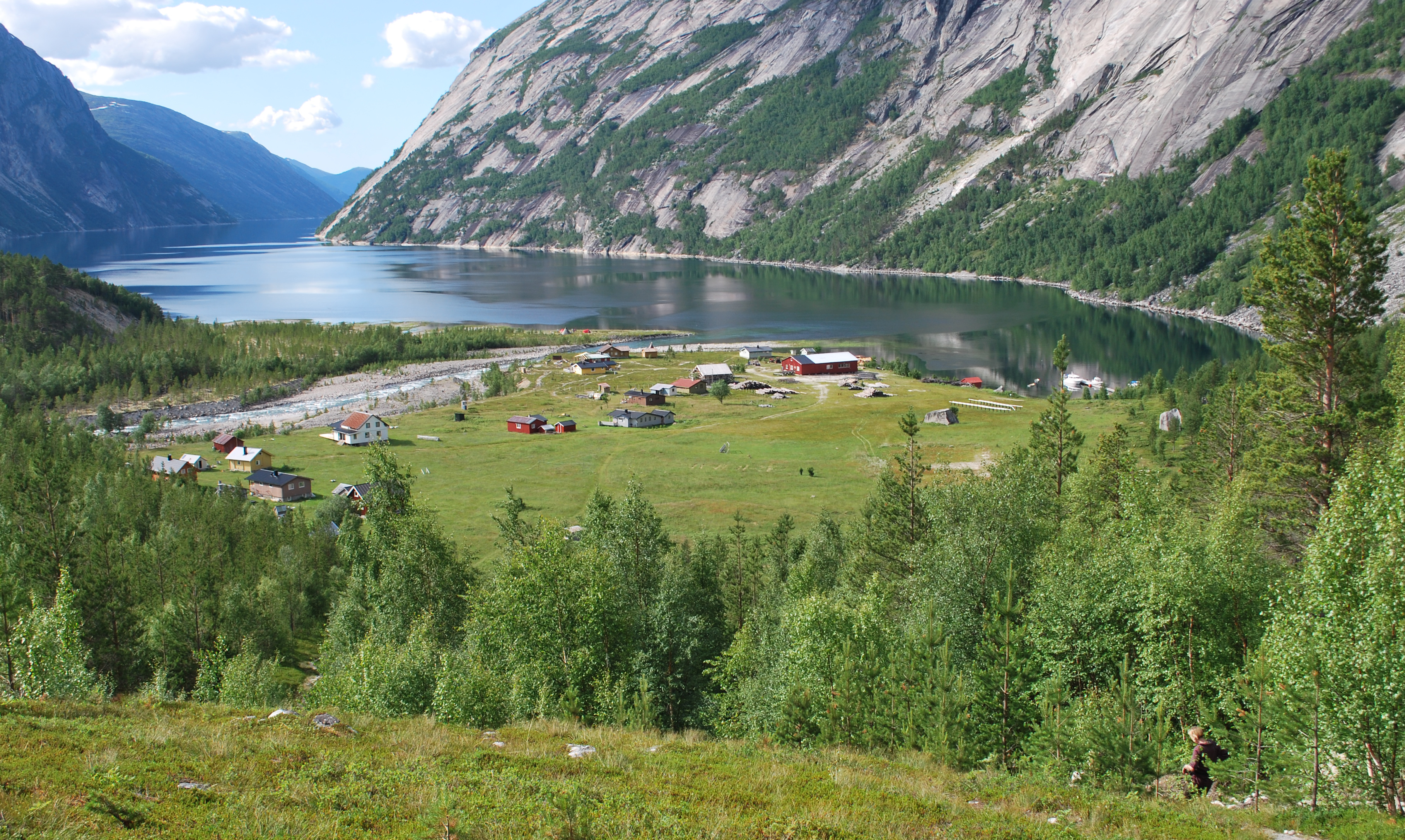
Hellmobotn und der Hellmofjord, 2011

Im Gebiet um den Hellmofjord kamen am 7. Juni 1940 deutsche Wehrmachtssoldaten an, die auf dem Weg in den Norden nach Narvik waren. Aufgrund der besonderen Lage gab es in der Gegend während des Zweiten Weltkriegs mehrere Fluchtrouten, die von Menschen genutzt wurden, die nach Schweden gelangen wollten. Die erste Gruppe, bestehend aus 34 Personen, wanderte Ende Mai 1940 von Hellmobotn in die schwedische Gemeinde Jokkmokk. Im Laufe der Zeit waren die meisten Flüchtlinge Norweger, vereinzelt nutzten auch Ausländer die Routen. Die heimischen Fluchthelfer wurden manchmal von der schwedischen Grenzpolizei verhaftet.
Einer der Fluchthelfer war der Pfarrer von Tysfjord, Kolbjørn Varmann, der überzeugt war, dass man den Flüchtlingen helfen musste, nachdem sich eine Gruppe auf dem Weg nach Schweden Frostschäden zugezogen hatte. Die meisten der Lotsen waren Samen. Varmann gab später an, dass etwa 3000 Personen durch die Gegend nach Schweden geflohen waren. Als die deutschen Besatzer von den Fluchtrouten erfuhren, setzten sie ab 1942/43 Wachen in Hellmobotn ein. Zu Spitzenzeiten sollen das bis zu 150 Soldaten gewesen sein. Dadurch verschoben sich die Fluchtwege weiter in den Norden.